# Nowy Sącz Jamnica
Nowy Sącz Jamnica – przystanek kolejowy na trasie Tarnów – Krynica, stacja całodobowa, zatrzymują się na niej pociągi osobowe.

## Ruch pasażerski
| Rok  | Wymiana pasażerska na dobę |
| ---- | -------------------------- |
| 2017 | 0-9                        |
| 2022 | 10-19                      |